# Hydriomena mirabilis
Hydriomena mirabilis är en fjärilsart som beskrevs av Edward Alfred Cockayne 1953. Hydriomena mirabilis ingår i släktet Hydriomena och familjen mätare. Inga underarter finns listade i Catalogue of Life.